# 中村蘭台 (初代)

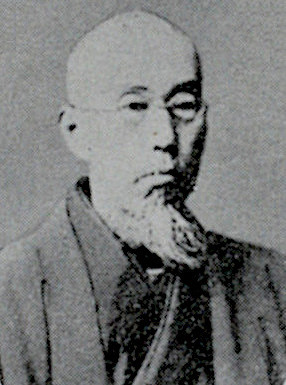
初代中村蘭台

初代 中村 蘭台（しょだい なかむら らんたい、正体字：蘭臺、安政3年（1856年）- 大正4年（1915年）11月18日）は、近代日本の篆刻家。諱は蘇香、字は伯表、通称に稲吉、号は蘭台の他に香艸居主人など。陸奥国若松（現・福島県会津若松市）出身。

## 来歴
父は会津藩士で須藤姓を名乗った。勤王思想をもったことで藩主の怒りに触れ自刃。残された母は3人の男子を連れて江戸に出る。三男の蘭台は浅草の船問屋に養子に出され家名が中村となる。はじめ鍛冶屋に行くが、後に高田緑雲の門下となる。文彭・何震の刻法を学び秦漢の印に遡った。しかし37歳の頃徐三庚の作品に衝撃を受け以後はその作風に傾倒した。東京浅草新片町・北松山町に住む。
印材に木材を用いることを研究し、精巧な技術を開発した。明治40年（1907年）には河井荃廬、浜村蔵六、岡本椿所、山田寒山らと丁未印社を創立し篆刻の発展に尽した。書も能くした。次男の蘭石が中村蘭台の名跡を継いだ。

## 印譜
- 『酔漢堂印存』 1906年
- 『蘭台印集』 1920年
- 『三集』 1929年